# La Platgeta
La Platgeta és una platja urbana del municipi de Torroella de Montgrí (Baix Empordà), situada al port de l'Estartit, entre el dic Central i el dic de Llevant, al principi del passeig del Molinet de l'Estartit. Orientada al sud, està formada per sorra fina daurada. Té una longitud de 119 m i una amplada mitjana de 7,5 m.
La platja es va formar a conseqüència de la construcció del dic de Llevant del port, el 1990, en acumular-se sorra. La platja resultant està arrecerada de la tramuntana i d'altres vents, amb aigües sempre tranquil·les.
L'ampliació del dic de Llevant, el 2013, va respectar la continuïtat de la platja, tal com reclamaven l'Associació Amics de l'Estartit Mar i Muntanya, amb la campanya 'Salvem la Platgeta', i altres entitats de la població.